# Station La Souterraine
Station La Souterraine is een spoorwegstation in de Franse gemeente La Souterraine.